# Louis Bertrand Castel
Louis Bertrand Castel fue un matemático y físico jesuita francés, firme opositor a las teorías de Isaac Newton.

## Vida
Hijo de Guillaume Castel, médico en Montpellier, estudió en la escuela jesuita de Saint Stanislas en Toulouse. Al acabar sus estudios e ingresar en la orden de los jesuitas, estuvo dando clases por diferentes escuelas de la orden al sur de Francia, desarrollando un vivo interés por la física y las matemáticas.
Sus escritos llegaron a manos de Fontenelle y de Tournemine, que persuadieron al general de los jesuitas para trasladarlo a París. En París fue profesor en el Liceu Louis-le-Grand, la principal escuela jesuita de la capital.
De 1720 a 1746 fue editor del Journal de Trèvoux, la revista científica que habían impulsado los jesuitas en defensa del cartesianismo.
En 1730 fue elegido fellow de la Royal Society y también fue miembro de algunas academias de ciencias provinciales (las de Lyon, Burdeos, Rouen...).

## Obra

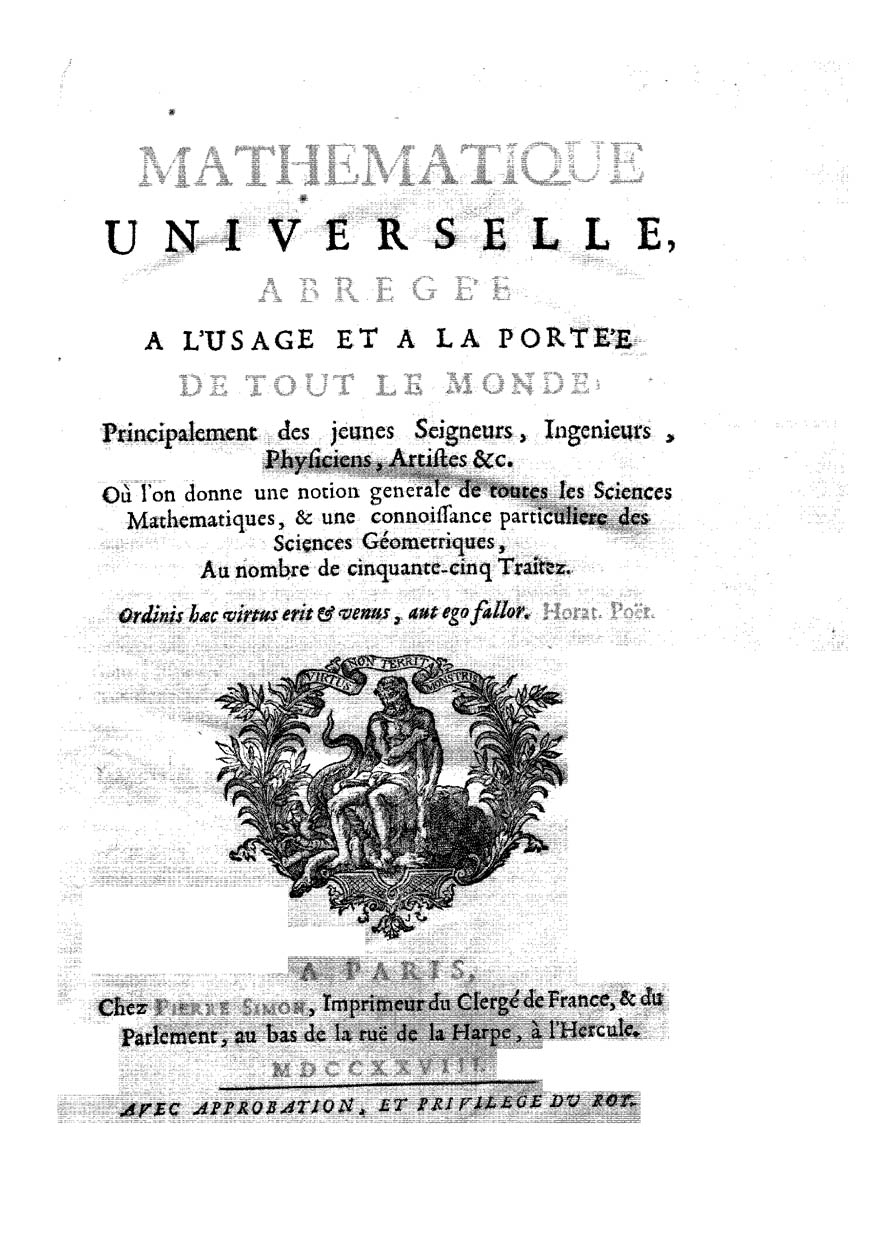
Mathématique universelle abregée à l'usage et à la portée de tout le monde, 1728

En 1724 publicó su primer libro, el Traité de physique sur la pesanteur universelle des corps, en el que defendía un mecanicismo físico pero, al contrario de Newton, imposible de explicar solamente con matemáticas.
Su aportación más original fue el clavicémbalo ocular. Aunque era editor del Journal de Trèvoux, el primer artículo sobre este instrumento lo publicó en el Mercure de France en noviembre de 1725. Con este instrumento, y basándose en la analogía de las siete notas musicales con los siete colores básicos del espectro cromático, se podían tocar colores, ya que, como él afirmaba, existía una correspondencia natural entre los colores y los tonos.
El instrumento atrajo la atención de músicos como Rameau y Telemann, pero no llegó a ser construido en su totalidad, a pesar de las exhibiciones de prototipos que hizo en 1730 y en 1734.